# Коростень (станція)
Ко́ростень — позакласна, вузлова, сортувальна залізнична станція Коростенської дирекції Південно-Західної залізниці. Головна станція Коростенського залізничного вузла.

## Історія
Велике значення для розвитку міста Коростеня мало будівництво залізниць. 19 квітня 1899 року імператор Микола II підписав указ, який вирішив долю Коростеня —  через містечко повинна була пройти залізниця Київ — Ковель. 
У 1902 році завершено будівництво залізниці Київ — Ковель, на якій було споруджено станцію Коростень, що швидко набула важливого значення.
Спочатку станція була проміжною, проте впродовж 1915—1916 років споруджено залізничні лінії Коростень — Житомир, Коростень — Овруч та Коростень — Новоград-Волинський, а станція перетворилася на великий залізничний вузол та створено паровозне депо.
У 1983 році станція Коростень електрифікована змінним струмом (~25 кВ), у 1985 році — завершена електрифікація залізничного вузла.
Зі станції Коростень вирушають вантажні поїзди, навантажені продукцією місцевих підприємств. Найчастіше це продукція постійних вантажовідправників станції — заводу залізобетонних шпал, Коростенського кар'єру, лісгоспу АПК, ДП «Коростенське лісомисливське господарство» та інших підприємств.
6 березня 2022 року, у першій половині дня, в ході повномасштабного вторгнення в Україну, російські окупанти здійснили обстріл залізничної інфраструктури станції Коростень. У зв'язку з обстрілом нічний швидкий поїзд № 95 сполученням Київ — Рахів затримався у дорозі майже на 3 години. Поїзд тримався на безпечній відстані від обстрілів, потерпілих не було, а рухомий склад не постраждав.
25 квітня 2022 року, російські окупанти знову здійснили обстріл залізничної станції Коростень.
15 лютого 2024 року, вперше за часів незалежності України, вийшов на маршрут модернізований на власних потужностях регіональний дизель-поїзд ДР1А-329 сполученням Коростень — Житомир — Вінниця, який сформований у 4-вагонному складі, має 324 посадкові місця 3-го класу та 8 додаткових місць для пасажирів з обмеженими можливостями. Серед інших зручностей — кріплення для перевезення велосипедів, стелажі та полиці для багажу, порти Type-C та USB для зарядки гаджетів, сповивальні столики у вбиральнях, маршрутні покажчики та інформаційні екрани.

## Вокзал
У 1901 році побудований вокзал станції Коростень. Під час Другої світової війни був частково зруйнований, але зусиллями місцевих будівельників був відновлений і простояв до грудня 1983 року. Сучасний залізничний вокзал відкритий 23 січня 1984 року.

## Інфраструктура

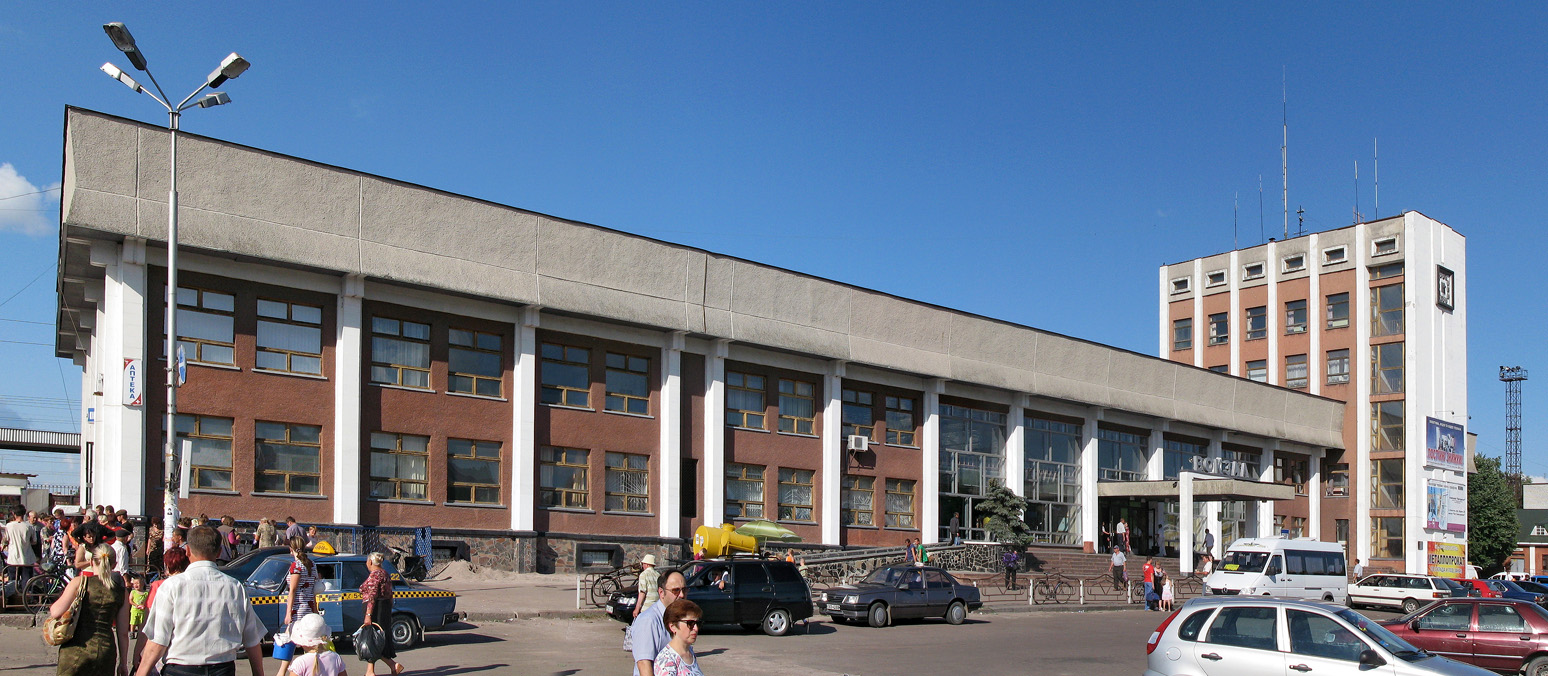
Вокзал станції Коростень

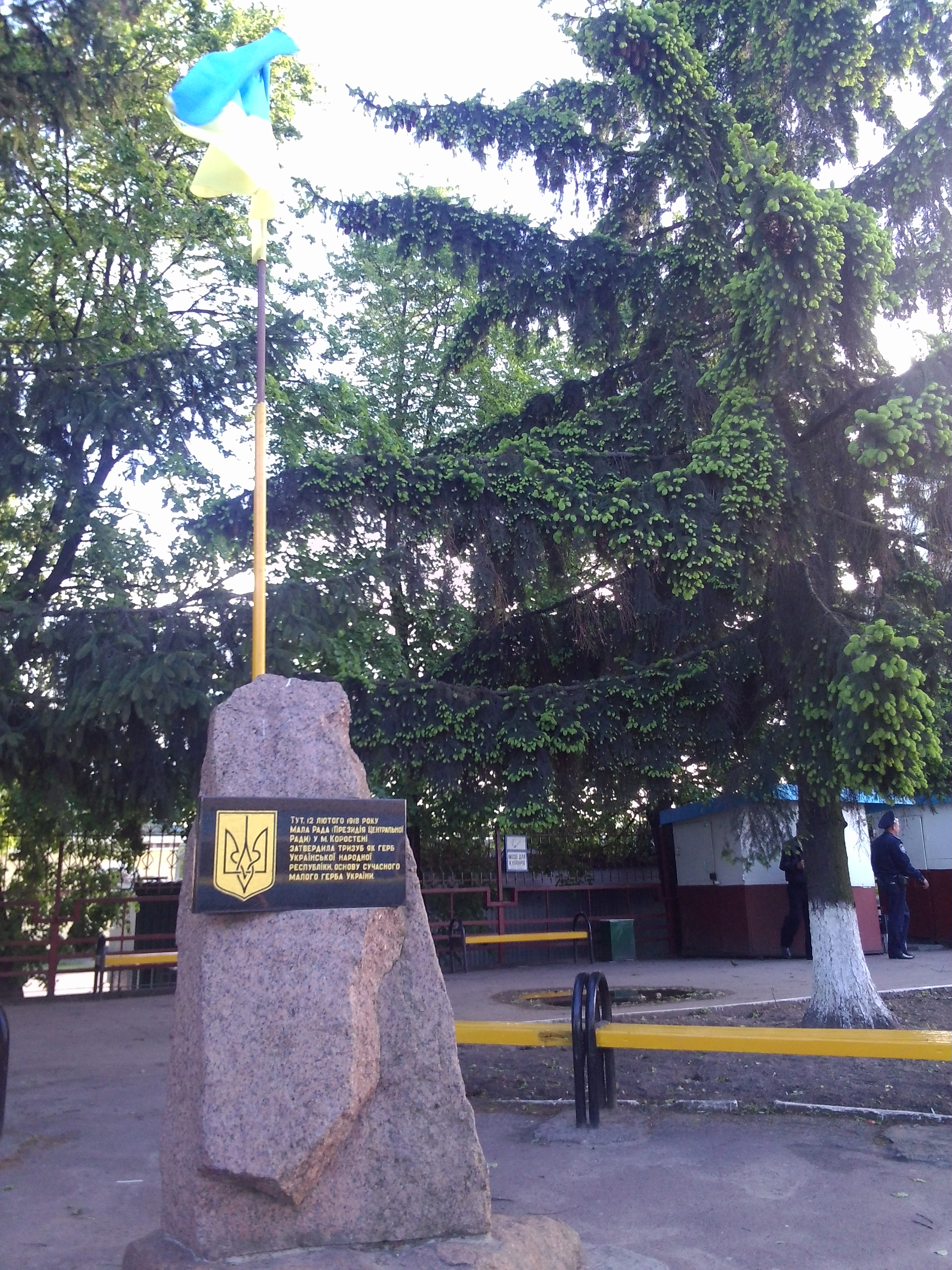
Пам'ятний знак на честь затвердження у 1918 році Гербу України в місті Коростень

На станції розташований пункт контролю на державному кордоні України з Білоруссю, а також локомотивне, вагонне депо, колійно-машинна станція № 122.
9 квітня 2018 року бригада електромеханіків з ремонту залізничної контактної мережі, які працюють у Коростенській дистанції електропостачання (відокремлений підрозділ регіональної філії «Південно-Західна залізниця»), на станції Коростень під час наданого вікна встановили секційний ізолятор (ІСМ-1М) для електричного розділення секцій контактної мережі. Цей прилад замінив фізично застарілий ізолятор попереднього покоління. Ізолятори серії ІСМ-1М застосовуються для поділу електричної контактної мережі на окремі експлуатаційні дільниці з надійною ізоляцією між ними. Також вони забезпечують плавний перехід полозів струмоприймачів електрорухомого складу, що рухається під контактним проводом зі швидкістю до 120 км/год.

## Пасажирське сполучення
Приміське сполучення
Станція Коростень забезпечує приміське сполучення з Києвом, Бережестю, Житомиром, Звягелем, Козятином, Малином, Овручем, Олевськом, Шепетівкою. Курсує також регіональний дизель-поїзд (без пільг) до Вінниці (час в дорозі складає близько 3,5 години).
Внутрішньодержавне сполучення
Поїзди далекого сполучення курсують до багатьох міст України, зокрема до Києва, Вінниці, Житомира, Івано-Франківська, Львова, Ковеля, Луцька, Полтави, Рахова, Рівного, Солотвино, Трускавця, Ужгорода, Харкова, Черкас.
Міжнародне сполучення

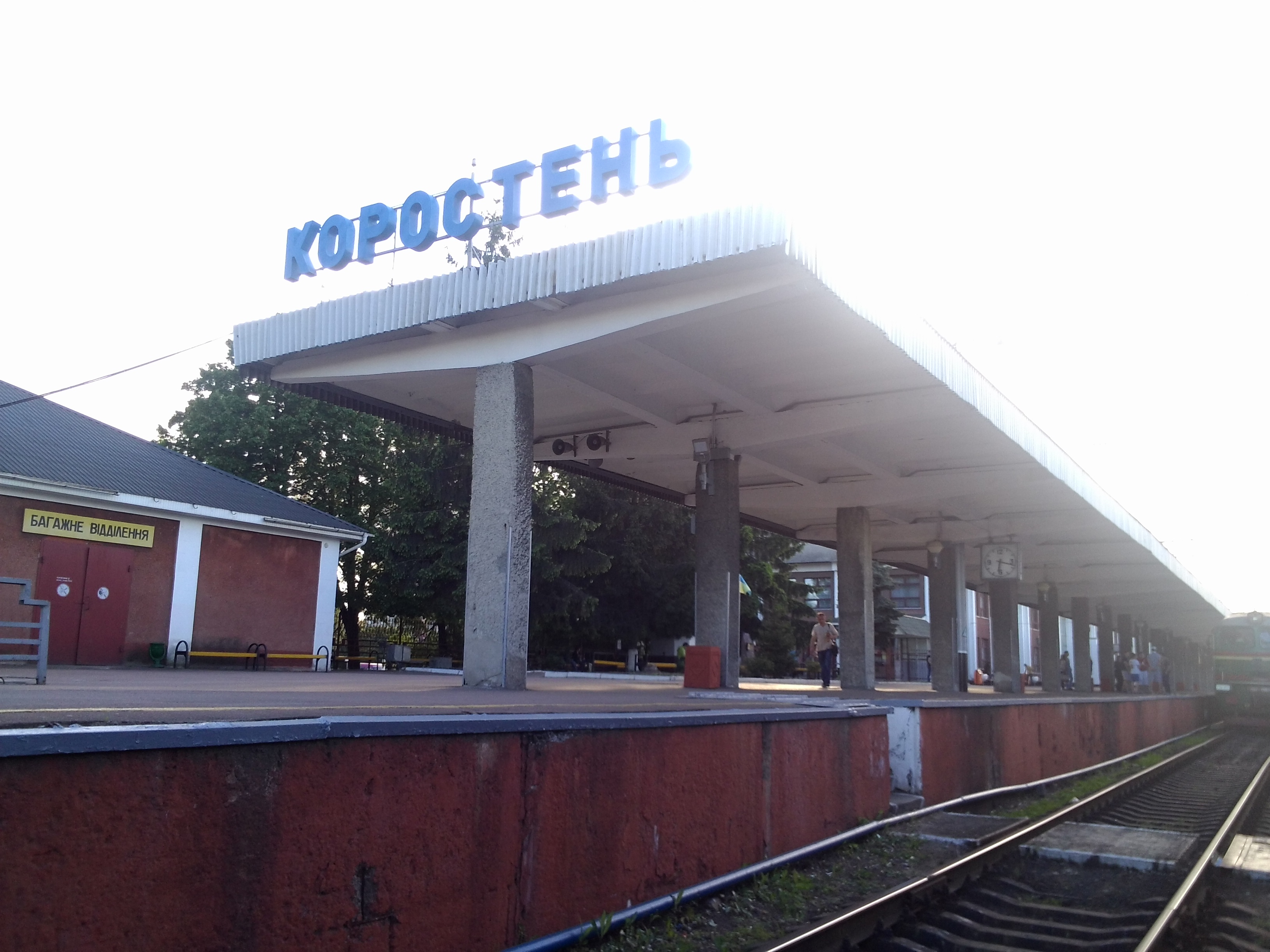
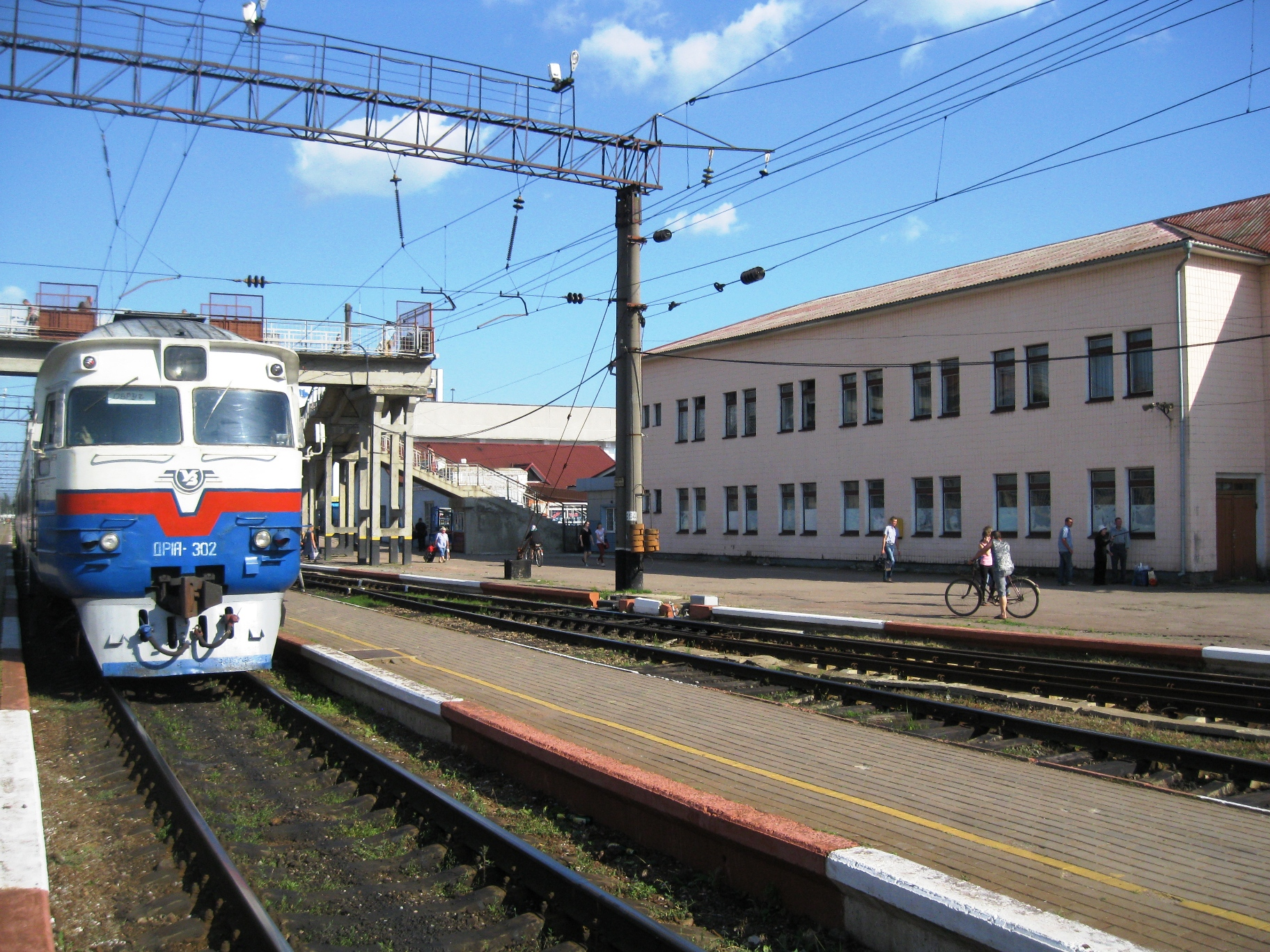

До 16 березня 2020 року через станцію курсували поїзди формування Білоруської та Молдовської залізниць до Барановичей, Санкт-Петербурга, Кишинева, Мінська, Вільнюса та Риги, які були скасовані через запобігання розповсюдження захворювань на COVID-19.
З 23 грудня 2016 року курсує до Польщі денний швидкісний поїзд Інтерсіті+ № 705/706 Київ — Перемишль (час в дорозі складає близько 6 годин, вартість квитка залежить від курсу валют і дня тижня і становить приблизно 350 грн), який на станції Перемишль-Головний узгоджений з польським поїздом до Вроцлава через Краків.

## Галерея

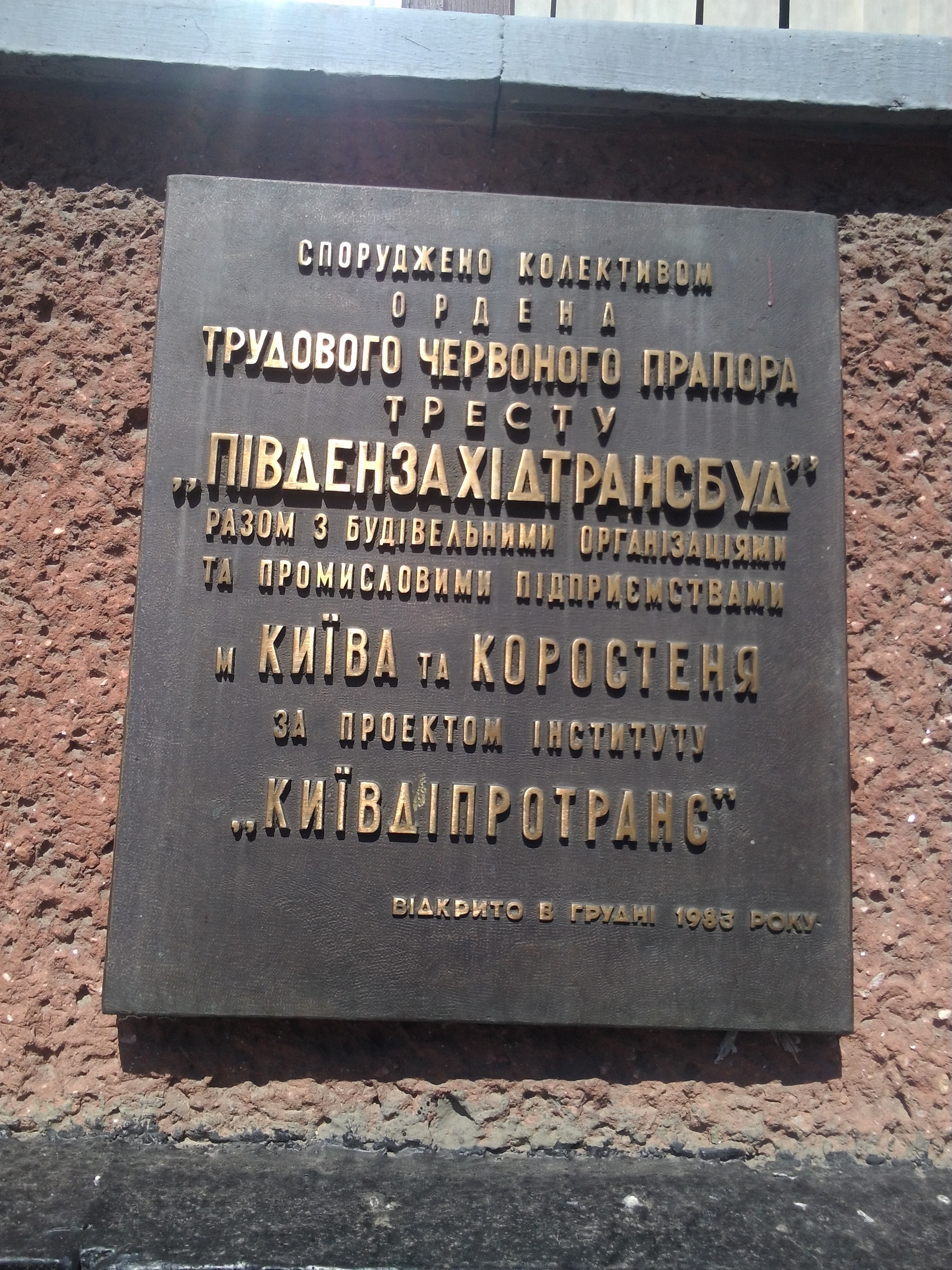
Меморіальна дошка на честь відкриття вокзалу станції Коростень
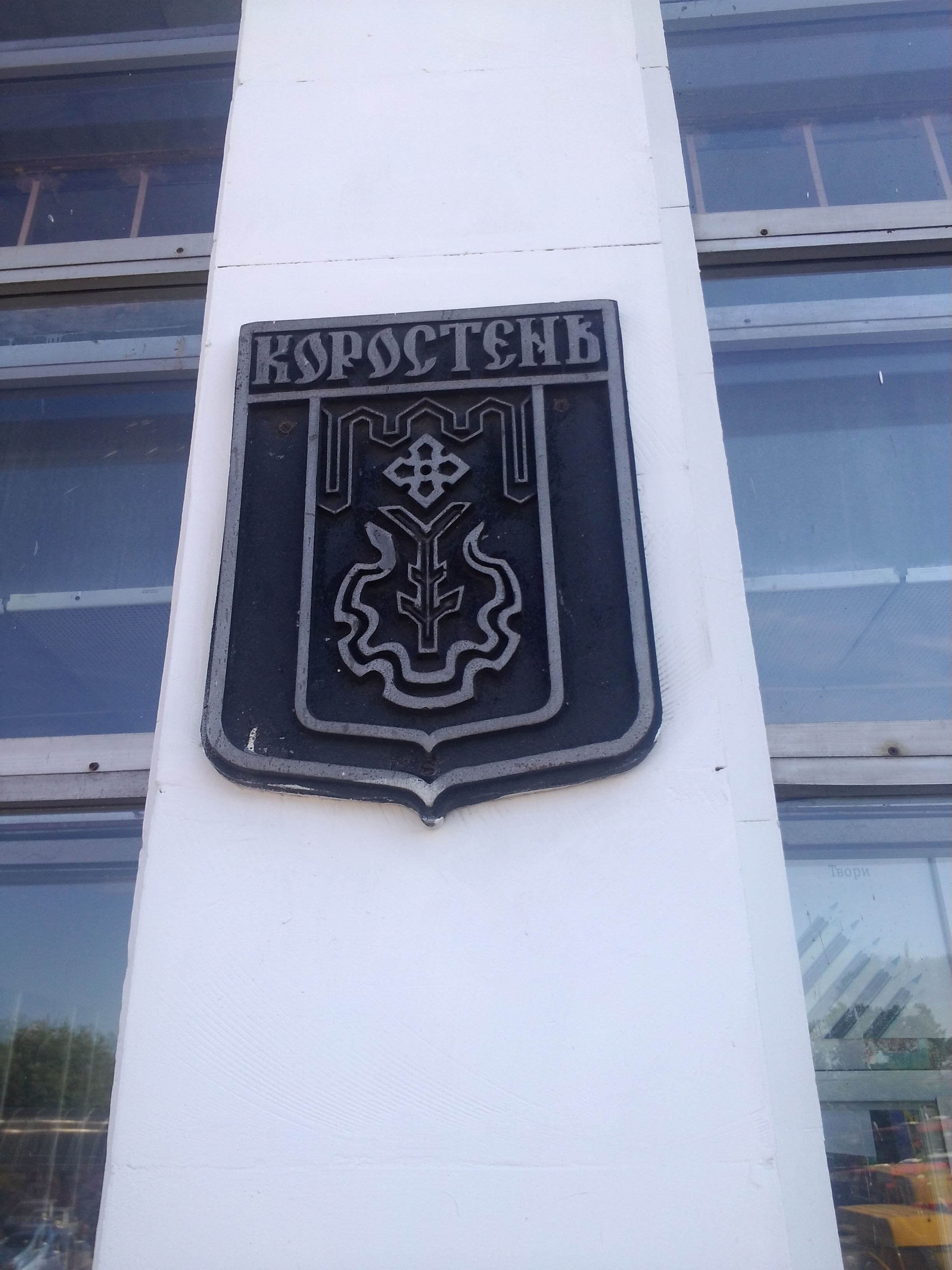
Герб Коростеня на будівлі вокзалу
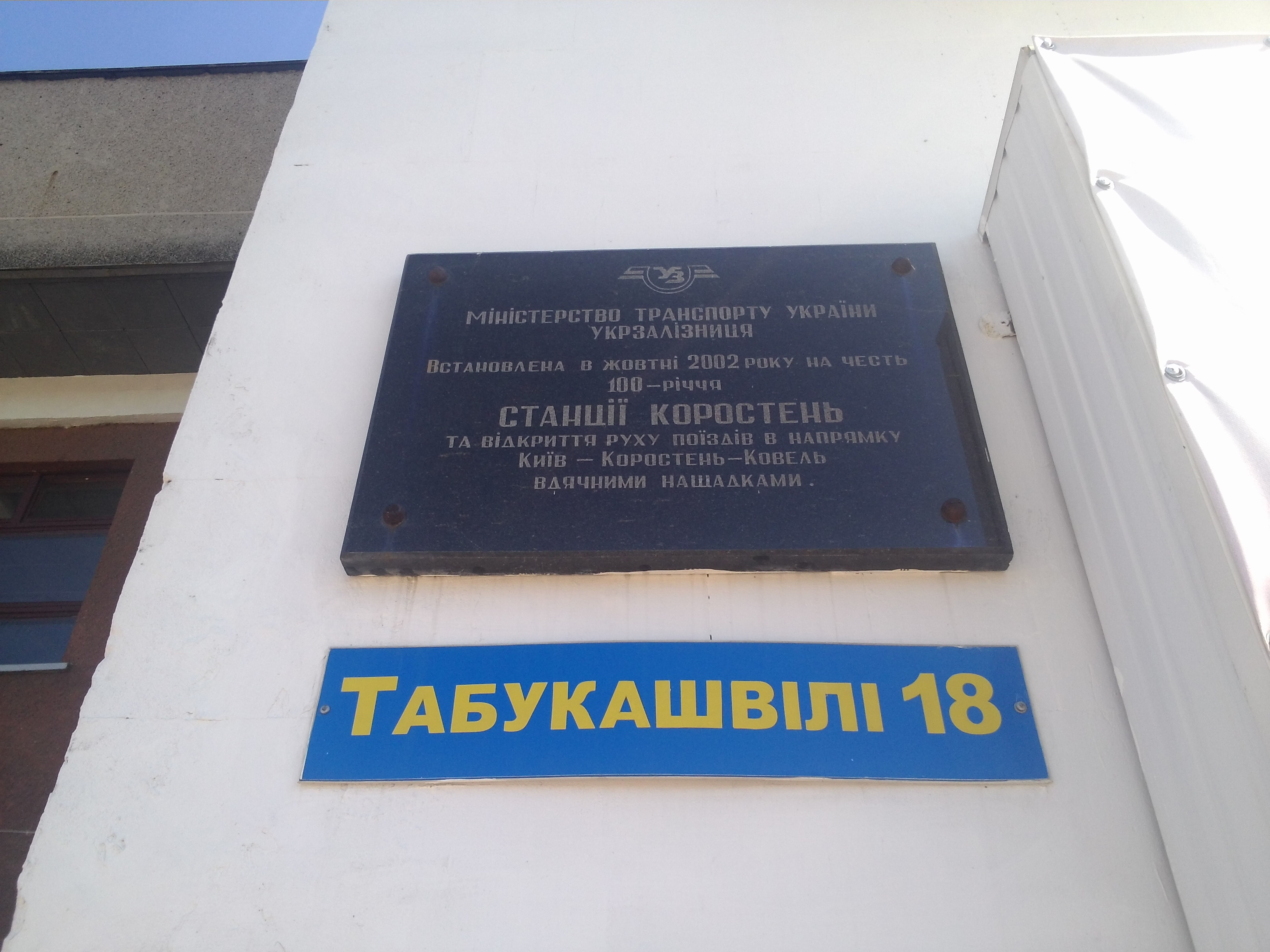
Колишня назва вулиці Героїв Небесної Сотні